# Mine de Prosper-Haniel
La mine de Prosper-Haniel est une mine de charbon située en Allemagne dans la commune de Bottrop dans la Ruhr, le premier bassin industriel d'Europe de l'Ouest. Elle est détenue par RAG.

## Histoire

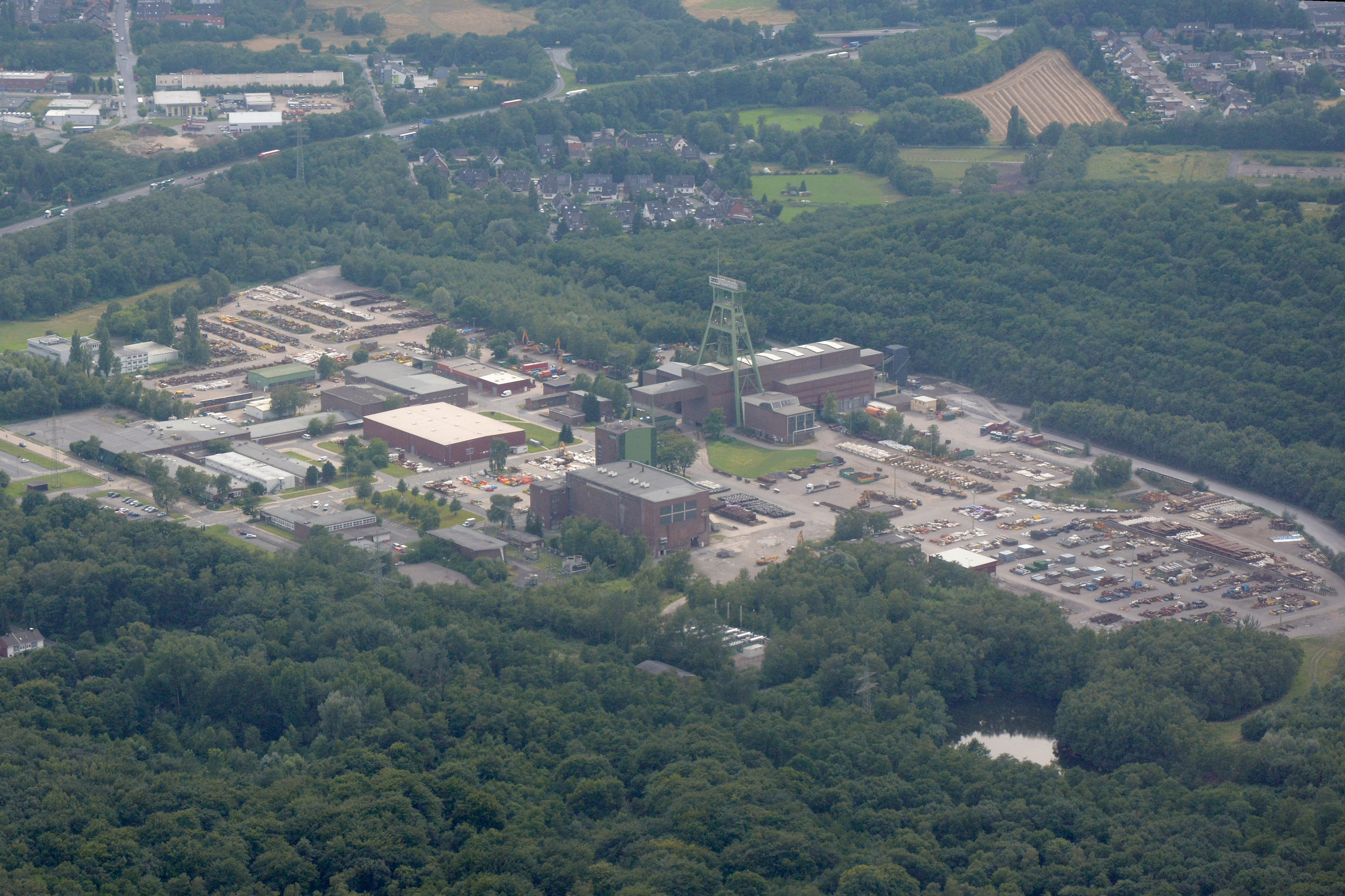
Le puits Schacht Franz Haniel 2, l’un de la mine, en 2015.

Le creusement de la mine a commencé en août 1856 et l’extraction a débuté en 1863. 
L'effectif le plus élevé a été atteint en 1922 avec 15 000 travailleurs et employés.
La production annuelle en 2005 était de quatre millions de tonnes de charbon et deux millions de tonnes de coke. Il y avait à cette date 4 100 employés. 
À partir de 2015, c'est la dernière mine de charbon du pays en fonctionnement - ne pas confondre avec le lignite dont la production est prévu jusqu'aux années 2050. Elle produit alors près de 2,5 millions de tonnes de charbon par an. 
Elle met fin à ses activités officiellement le 21 décembre 2018, mais dès septembre 2018 sa production de charbon touche à sa fin. 
Elle pourrait être reconvertie en station de transfert d'énergie par pompage (STEP) après sa fermeture ; presque un million de m³ d’eau pourrait circuler via 26 kilomètres de tunnels entre un bassin de surface et le fond situé à 1 300 m de profondeur pour environ un GWh d'électricité stockable.